# Bjæverskov
Bjæverskov är en ort på ön Själland i Danmark.   Den ligger i Køge kommun och Region Själland, i den östra delen av landet, 40 km sydväst om Köpenhamn. Bjæverskov ligger 30 meter över havet och antalet invånare är 2 995. Närmaste större samhälle är Køge, 9 km öster om Bjæverskov. Trakten runt Bjæverskov består till största delen av jordbruksmark.